# Dyspanopeus sayi
Espèce
Synonymes
- Panopeus sayi Smith, 1869

Dyspanopeus sayi est une espèce de crabes de la famille des Panopeidae.

## Distribution
Cette espèce se rencontre sur le côtes de l'Atlantique nord du golfe du Saint-Laurent à la Floride. Elle a été introduite en Europe.

## Publication originale
- Smith, 1869 : Notes on new or little known species of American cancroid Crustacea. Proceedings of the Boston Society of Natural History, vol. 12, p. 274-289 (texte intégral).